# Église Saint-Jean-Baptiste de Crémieu
L'église Saint-Jean-Baptiste est une église catholique située à Crémieu, en région Auvergne-Rhône-Alpes, en France.
Classée au titre des monuments historiques, cette église-halle, ancienne chapelle du monastère des Augustins datant du début du XIVe siècle, abrite un ensemble unique en France de peintures augustiniennes créées à la fin du Moyen Âge.

## Localisation et accès
L'église est située dans le département français de l'Isère, au cœur du bourg central de l'ancienne ville médiévale de Crémieu, relevant historiquement de la province du Dauphiné.
Propriété de la commune, l'église est desservie par les prêtres de la paroisse Saint-martin de l'Isle Crémieu  qui est, elle-même, rattachée au diocèse de Grenoble-Vienne. Ouverte au culte, la visite de l'église et des jardins de l'ancien cloitre est libre et reste accessible aux visiteurs. Les services de la mairie sont contigus au bâtiment historique.

## Historique

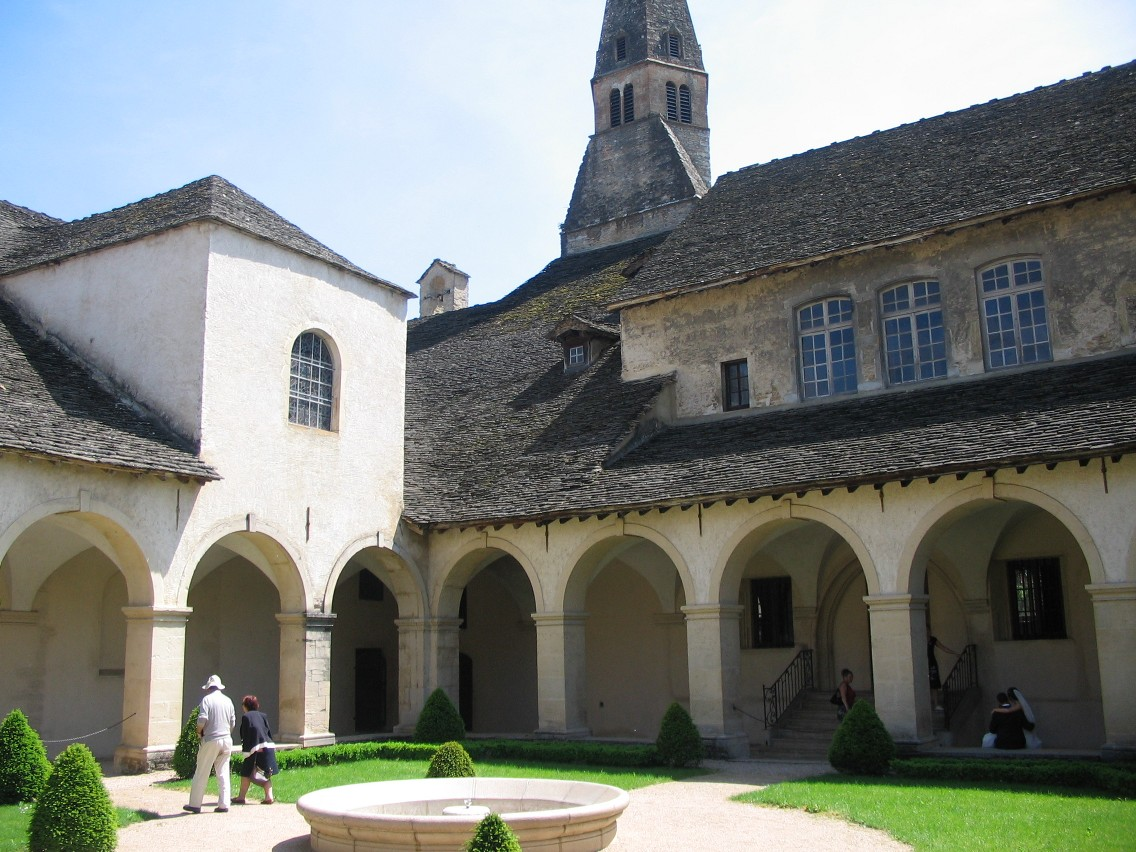
Cloître et cour de l'ancien couvent des Augustins.

La construction de cette église a débuté durant la première moitié du XIVe siècle. Le bâtiment abrite un ensemble unique en France de peintures augustiniennes, dont le double Credo apostolique et prophétique, ainsi que le plus ancien orgue du département de l'Isère, mentionné dans La chronique Ollivet, publiée en 1785. Cette église est l'ancienne chapelle des Ermites de Saint Augustin qui exercèrent des fonctions curiales de 1570 à 1647.
C'est au début du XIVe siècle, que Jean II, dauphin de Viennois, fonde, dans la partie neuve de la ville, un prieuré destiné à accueillir une dizaine d'ermites de Saint-Augustin, ordre mendiant formé au XIIIe siècle. Les travaux de construction du couvent débutent au XIVe siècle et se poursuivent par de nombreux remaniements jusqu'au XIXe siècle : édification du clocher au-dessus d'une tour de défense en 1508, réaménagement du cloître et construction du portail au XVIIe siècle par exemple.
À la Révolution française, à la date du 9 mai 1791, les bâtiments et l'église sont adjugés à la municipalité de Crémieu pour la somme de 7 000 livres, et affectés à de nouveaux usages. La chapelle fut ensuite réaménagée en église paroissiale dédiée à saint Jean-Baptiste. L'édifice a bénéficié d'un classement par arrêté du 6 juillet 1907.

## Description

### Présentation

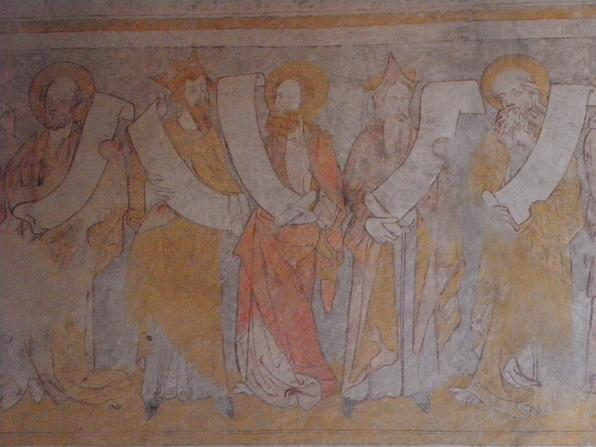
Fresque des prophètes à l'intérieur de l'église.

Construite à partir de 1317 selon un axe nord-sud, cet édifice religieux s'apparente aux églises-halles avec un plan rectangulaire, un chevet plat et une nef à trois vaisseaux. Le chevet de l'édifice se confond avec le rempart de la ville de Crémieu dans lequel une grande baie centrale a été percée dans la seconde moitié du XIVe siècle. Le plafond de la chapelle originelle, lambrissé de chêne, a été remplacé par un plafond à voûtes néo-gothiques sur croisées d'ogives.
Ancienne chapelle du monastère des Augustins, l'église a donc bénéficié de nombreuses transformations depuis sa construction jusqu'au XIXe siècle, dont notamment le prolongement de la nef, l'aménagement de chapelles au cours du XVe siècle et la création de fausses voûtes d'ogives. Les stalles de l'église ont été construites en noyer au cours du XVIIe siècle. L'édifice abrite un mobilier intéressant sur le plan historique.
Dégagées lors d'une restauration récente, des peintures médiévales représentent une vingtaine de scènes : sur le mur ouest, deux thèmes majeurs de la spiritualité des augustins, prennent la forme d'une composition monumentale réalisée à la fin du XIVe siècle. Selon les spécialistes de l'art médiéval, c'est la première fois qu'apparaît, en France, une composition d'une telle ampleur dans un couvent d'ermites de Saint-Augustin, constituant un ensemble pictural unique en France.
En découvrant l'intérieur de l'église, le visiteur peut admirer une vingtaine de sujets iconographiques et trois thèmes majeurs dont le double credo, le culte marial et l’érémitisme, thème, traditionnel dans la pastorale des Augustins.

### Liste des peintures ornant l'église
1. Dormition de la Vierge
2. Couronnement de la vierge
3. Double Credo apostolique et prophétique
4. Saint Antoine
5. Sainte Catherine d’Alexandrie
6. Saint Augustin et la Trinité
7. Sainte Monique
8. Ange de l’Annonciation
9. Dieu ou Majesté
10. Vierge de l’Annonciation
11. Scène au moulin
12. Scène disparue
13. Anges musiciens
14. Décor floral
15. Christ en Majesté
16. Vierge à l’enfant (entourée de sainJean-Baptiste, saint Paul et saint Pierre)
17. Saint Christophe, pieds et tunique bleue
18. Couronnement de la vierge par la Trinité
19. Scène de charité de saint Augustin
20. Saint Georges terrassant le dragon
21. Personnage dans une mandorle
22. Ange portant un blason (mur nef, collatéral, cote gauche)
23. Ange portant un blason (mur nef, collatéral, cote droit)